# Lo Borg d'Argentau
Lo Borg d'Argentau (en occità; Lo Bôrg-Argentâf en arpità, i oficialment en francès Bourg-Argental) és un municipi occità de l'Estat francès, situat al departament del Loira i a la regió d'Alvèrnia-Roine-Alps. L'any 2007 tenia 2.949 habitants.

## Demografia

### Població
El 2007 la població de fet de Bourg-Argental era de 2.949 persones. Hi havia 1.222 famílies de les quals 421 eren unipersonals (167 homes vivint sols i 254 dones vivint soles), 345 parelles sense fills, 365 parelles amb fills i 91 famílies monoparentals amb fills.
La població ha evolucionat segons el següent gràfic:
Habitants censats

### Habitatges
El 2007 hi havia 1.453 habitatges, 1.246 eren l'habitatge principal de la família, 78 eren segones residències i 129 estaven desocupats. 811 eren cases i 641 eren apartaments. Dels 1.246 habitatges principals, 712 estaven ocupats pels seus propietaris, 506 estaven llogats i ocupats pels llogaters i 29 estaven cedits a títol gratuït; 10 tenien una cambra, 133 en tenien dues, 299 en tenien tres, 413 en tenien quatre i 391 en tenien cinc o més. 696 habitatges disposaven pel capbaix d'una plaça de pàrquing. A 564 habitatges hi havia un automòbil i a 505 n'hi havia dos o més.

### Piràmide de població
La piràmide de població per edats i sexe el 2009 era:
| Homes | Edats   | Dones |
| ----- | ------- | ----- |
| 0     | 95 o +  | 14    |
| 4     | 90 a 94 | 28    |
| 24    | 85 a 89 | 64    |
| 26    | 80 a 84 | 23    |
| 65    | 75 a 79 | 92    |
| 57    | 70 a 74 | 59    |
| 48    | 65 a 69 | 85    |
| 105   | 60 a 64 | 88    |
| 62    | 55 a 59 | 74    |
| 74    | 50 a 54 | 70    |
| 92    | 45 a 49 | 89    |
| 84    | 40 a 44 | 96    |
| 105   | 35 a 39 | 83    |
| 102   | 30 a 34 | 72    |
| 89    | 25 a 29 | 100   |
| 77    | 20 a 24 | 50    |
| 63    | 15 a 19 | 70    |
| 105   | 10 a 14 | 88    |
| 77    | 5 a 9   | 58    |
| 50    | 0 a 4   | 59    |

## Economia
El 2007 la població en edat de treballar era de 1.761 persones, 1.272 eren actives i 489 eren inactives. De les 1.272 persones actives 1.170 estaven ocupades (632 homes i 538 dones) i 102 estaven aturades (54 homes i 48 dones). De les 489 persones inactives 208 estaven jubilades, 158 estaven estudiant i 123 estaven classificades com a «altres inactius».

### Ingressos
El 2009 a Bourg-Argental hi havia 1.295 unitats fiscals que integraven 2.996,5 persones, la mediana anual d'ingressos fiscals per persona era de 16.596 €.

### Activitats econòmiques
Dels 154 establiments que hi havia el 2007, 1 era d'una empresa extractiva, 5 d'empreses alimentàries, 16 d'empreses de fabricació d'altres productes industrials, 11 d'empreses de construcció, 40 d'empreses de comerç i reparació d'automòbils, 2 d'empreses de transport, 14 d'empreses d'hostatgeria i restauració, 2 d'empreses d'informació i comunicació, 9 d'empreses financeres, 9 d'empreses immobiliàries, 8 d'empreses de serveis, 22 d'entitats de l'administració pública i 15 d'empreses classificades com a «altres activitats de serveis».
Dels 45 establiments de servei als particulars que hi havia el 2009, 1 era una oficina d'administració d'Hisenda pública, 1 gendarmeria, 1 oficina de correu, 2 oficines bancàries, 2 funeràries, 5 tallers de reparació d'automòbils i de material agrícola, 1 taller d'inspecció tècnica de vehicles, 3 autoescoles, 2 paletes, 4 fusteries, 4 lampisteries, 6 perruqueries, 1 veterinari, 5 restaurants, 5 agències immobiliàries i 2 salons de bellesa.
Dels 20 establiments comercials que hi havia el 2009, 1 era un supermercat, 1 una botiga de menys de 120 m², 4 fleques, 2 carnisseries, 3 llibreries, 3 botigues de roba, 1 una botiga d'equipament de la llar, 2 botigues d'electrodomèstics i 3 floristeries.
L'any 2000 a Bourg-Argental hi havia 32 explotacions agrícoles que ocupaven un total de 780 hectàrees.

## Equipaments sanitaris i escolars
El 2009 hi havia 1 centre de salut, 2 farmàcies i 1 ambulància.
El 2009 hi havia 1 escola maternal i 2 escoles elementals. Bourg-Argental disposava de 2 col·legis d'educació secundària amb 342 alumnes.

## Fills il·lustres
- Jacques Esterel dissenyador de moda i sastre de confecció (1917-1974)
- Pierre Guyolat escriptor (1949 - 2020)

## Poblacions més a prop
El següent diagrama mostra les poblacions més a prop.